# Светличная, Анна Павловна
Анна Па́вловна Светли́чная (укр. Ганна Павлівна Світлична; 20 апреля 1939, Павлоград, Днепропетровская область — 11 ноября 1995, там же) — украинская советская писательница.